# 名取武光
名取 武光（なとり たけみつ、1905年〈明治38年〉1月13日 - 1987年〈昭和62年〉10月3日）は、日本の考古学者。

## 経歴
1905年（明治38年）1月13日、長野県諏訪郡富士見村に生まれる。
1919年（大正8年）4月、長野県立諏訪中学校に入学する。
1925年（大正14年）4月、北海道帝国大学予科に入学し、卒業後の1928年（昭和3年）4月、同大学農学部生物学科に進学する。
大学卒業後の1931年（昭和6年）4月、同大学農学部付属博物館に就職する。また、同年12月26日、中山きよと結婚した。
1933年（昭和8年）、北海道史跡名勝天然記念物調査委員となる。
1949年（昭和24年）8月8日、北海道大学理学部助教授となる。
1951年（昭和26年）11月、日本民族学協会の評議員となる。
1953年（昭和28年）6月16日、北海道大学文学部の非常勤職員に就任。また、同年には日本考古学会の評議員となる。
1955年（昭和30年）7月14日、北海道文化財専門委員となる。
1963年（昭和38年）10月、北海道考古学会の顧問となる。
1968年（昭和43年）3月31日、定年により北海道大学を退職。
1969年（昭和44年）11月3日、第21回北海道文化賞（科学）を受賞。
1986年（昭和61年）11月5日、地域文化功労者として文部大臣より表彰される。
1987年（昭和62年）10月3日午後2時13分、急性肺炎のため82歳で死去。